# Alvecote
Alvecote – osada w Anglii, w hrabstwie Warwickshire, w dystrykcie North Warwickshire. Leży 39 km na północ od miasta Warwick i 162 km na północny zachód od Londynu.